# Barbaza
Barbaza è una municipalità di quinta classe delle Filippine, situata nella Provincia di Antique, nella Regione del Visayas Occidentale.
Barbaza è formata da 39 baranggay:
- Baghari
- Bahuyan
- Beri
- Biga-a
- Binangbang
- Binangbang Centro
- Binanu-an
- Cadiao
- Calapadan
- Capoyuan
- Cubay
- Embrangga-an
- Esparar

- Gua
- Idao
- Igpalge
- Igtunarum
- Integasan
- Ipil
- Jinalinan
- Lanas
- Langcaon (Evelio Javier)
- Lisub
- Lombuyan
- Mablad
- Magtulis

- Marigne
- Mayabay
- Mayos
- Nalusdan
- Narirong
- Palma
- Poblacion
- San Antonio
- San Ramon
- Soligao
- Tabongtabong
- Tig-Alaran
- Yapo